# Leptogenys mastax
Leptogenys mastax é uma espécie de formiga do gênero Leptogenys, pertencente à subfamília Ponerinae.